# Чифлик (Видинська область)
Чифли́к (болг. Чифлик) — село у Видинській області Болгарії. Входить до складу общини Белоградчик.

## Населення
За даними перепису населення 2011 року у селі проживали 96 осіб, з них 94 особи (97,9%) — болгари.
Розподіл населення за віком у 2011 році:
Динаміка населення: